# 内利库帕姆
内利库帕姆（Nellikuppam），是印度泰米尔纳德邦Cuddalore县的一个城镇。总人口44191（2001年）。

## 人口
该地2001年总人口44191人，其中男性22168人，女性22023人；0—6岁人口4963人，其中男2543人，女2420人；识字率68.73%，其中男性为76.04%，女性为61.38%。